# Chirurgie oftalmologică
Chirurgia oculară, cunoscută și sub denumirea de chirurgie oftalmică sau chirurgie oculară, este o intervenție chirurgicală efectuată pe ochi sau pe anexele acestuia. Chirurgia oculară face parte din oftalmologie și este efectuată de un oftalmolog sau de un chirurg oftalmolog. Ochiul este un organ fragil și necesită îngrijirea cuvenită înainte, în timpul și după o procedură chirurgicală pentru a minimiza sau a preveni deteriorarea ulterioară. Un chirurg oftalmolog este responsabil pentru selectarea procedurii chirurgicale adecvate pentru pacient și pentru luarea măsurilor de siguranță necesare. Mențiuni despre chirurgia ochilor pot fi găsite în mai multe texte antice datând încă din 1800 î.Hr., tratamentul cataractei începând din secolul al V-lea î.Hr. Continuă să fie o clasă de chirurgie practicată pe scară largă, fiind dezvoltate diferite tehnici pentru tratarea problemelor oculare.